# Georg Ernst van Limburg Stirum
Georg Ernst van Limburg Stirum (Brake, 29 augustus 1593 - Kasteel De Wildenborch, september 1661) was graaf van Limburg Stirum, graaf van Bronckhorst, heer van Wisch en Lichtenvoorde. Hij was de zoon van Joost van Limburg Stirum (1560-1621) en Maria van Holstein-Schauenburg (1559-1616)
Georg Ernst was als kapitein (in 1625), daarna majoor (in 1641) in dienst van het Staatse leger.
Hij trouwde (1) op 24 mei 1631 in Steinfurt met Magdalena van Bentheim (Steinfurt, 6 mei 1591 - Kasteel Wisch in Terborg, 17 februari 1649), dochter van Arnold II van Bentheim-Tecklenburg graaf van Bentheim en Magdalena van Niewenaar-Alpen vrouwe van Limburg de dochter van Gumprecht II van Nieuwenaar-Alpen.
Uit het huwelijk met Magdalena is 1 dochter geboren:
- Maria Magdalena von Limburg Stirum, (ca. 1632 - Siegen, 27 december 1707), zij trouwde in Terborg op 29 april 1646 met Hendrik van Nassau-Siegen (Siegen, 9 augustus 1611 - Hulst, 7 november 1652). Hij was de zoon van Johan VII van Nassau-Siegen en Margaretha van Sleeswijk-Holstein-Sonderburg.

Na het overlijden van Magdalena trouwde hij (2) in Terborg op 13 januari 1656 met de oudere zus van zijn schoonzoon Sophia Margaretha van Nassau-Siegen (Siegen, 16 april 1610 - Kasteel Wisch in Terborg, 28 mei 1665), dochter van Johan VII van Nassau-Siegen en Margaretha van Sleeswijk-Holstein-Sonderburg.